# Spezifische Ladung
Die spezifische Ladung ist in der Physik eine Größe eines Teilchens. Sie ist definiert als das Verhältnis der Ladung zur Masse. Sie dient zur besseren Vergleichbarkeit der Ladung einzelner Elementarteilchen oder von Atomkernen. Sie ist der Kehrwert des Masse-zu-Ladung-Verhältnisses.
Die Größe ist für das Verhalten eines Teilchens in magnetischen Feldern von Bedeutung. Ist die magnetische Flussdichte {\displaystyle {\vec {B}}}, die Geschwindigkeit {\displaystyle {\vec {v}}} und der Radius der Kreisbahn {\displaystyle r} auf der sich das Teilchen bewegt bekannt, so ist das Verhältnis von Ladung und Masse {\displaystyle {\tfrac {Q}{m}}} eindeutig festgelegt, da durch diese Größen die Lorentzkraft und damit die Zentripetalkraft eindeutig festgelegt sind:
{\displaystyle |{\vec {F}}_{\mathrm {L} }|=\left|Q\cdot {\vec {v}}\times {\vec {B}}\right|}
{\displaystyle F_{\mathrm {Z} }=m{\frac {v^{2}}{r}}}
Somit ergibt sich:
{\displaystyle {\frac {Q}{m}}={\frac {v}{Br}}}.

## Beispiel
Die spezifische Elektronenladung beträgt nach derzeitiger Messgenauigkeit:
{\displaystyle {\frac {-e}{m_{\mathrm {e} }}}=-1{,}758\,820\,008\,38(55)\,\cdot \,10^{11}\,\mathrm {\frac {C}{kg}} },
Um diesen Wert experimentell zu bestimmen, kann ein Massenspektrometer (z. B. ein Fadenstrahlrohr) verwendet werden.
Alternativ lässt es sich über den Zeeman-Effekt mit Hilfe einer Lummer-Gehrcke-Platte oder eines Fabry-Pérot-Interferometers bestimmen. Die eingeklammerten Ziffern bezeichnen die Unsicherheit in den letzten Stellen des Wertes, diese Unsicherheit ist als geschätzte Standardabweichung des angegebenen Zahlenwertes vom tatsächlichen Wert angegeben.